# Läggesta Nedre station
Läggesta Nedre (Lgn) är en järnvägsstation sydväst om tätorten Mariefred i Strängnäs kommun, Södermanlands län. Stationen invigdes den 30 september 1895 för Norra Södermanlands Järnväg med namnet Läggesta som sedan 1997 är namnet på stationen Läggesta på Svealandsbanan. Efter ombyggnad till smalspår 1966 trafikeras stationen av museijärnvägen Östra Södermanlands Järnväg.

## Historik
I slutet av 1800-talet pågick stora utbyggnader av det svenska järnvägsnätet, både i statlig och i privat regi. I Eskilstunaregionen behövdes en förbindelse med det statliga stambanenätet. Därför bildades det privata bolaget Norra Södermanlands Järnväg (NrSIJ) som skulle anlägga och driva järnvägslinjen mellan Saltskog station i Södertälje och Eskilstuna med en bibana från Läggesta till Mariefred och vidare till ortens ångbåtsbrygga.

## Stationen

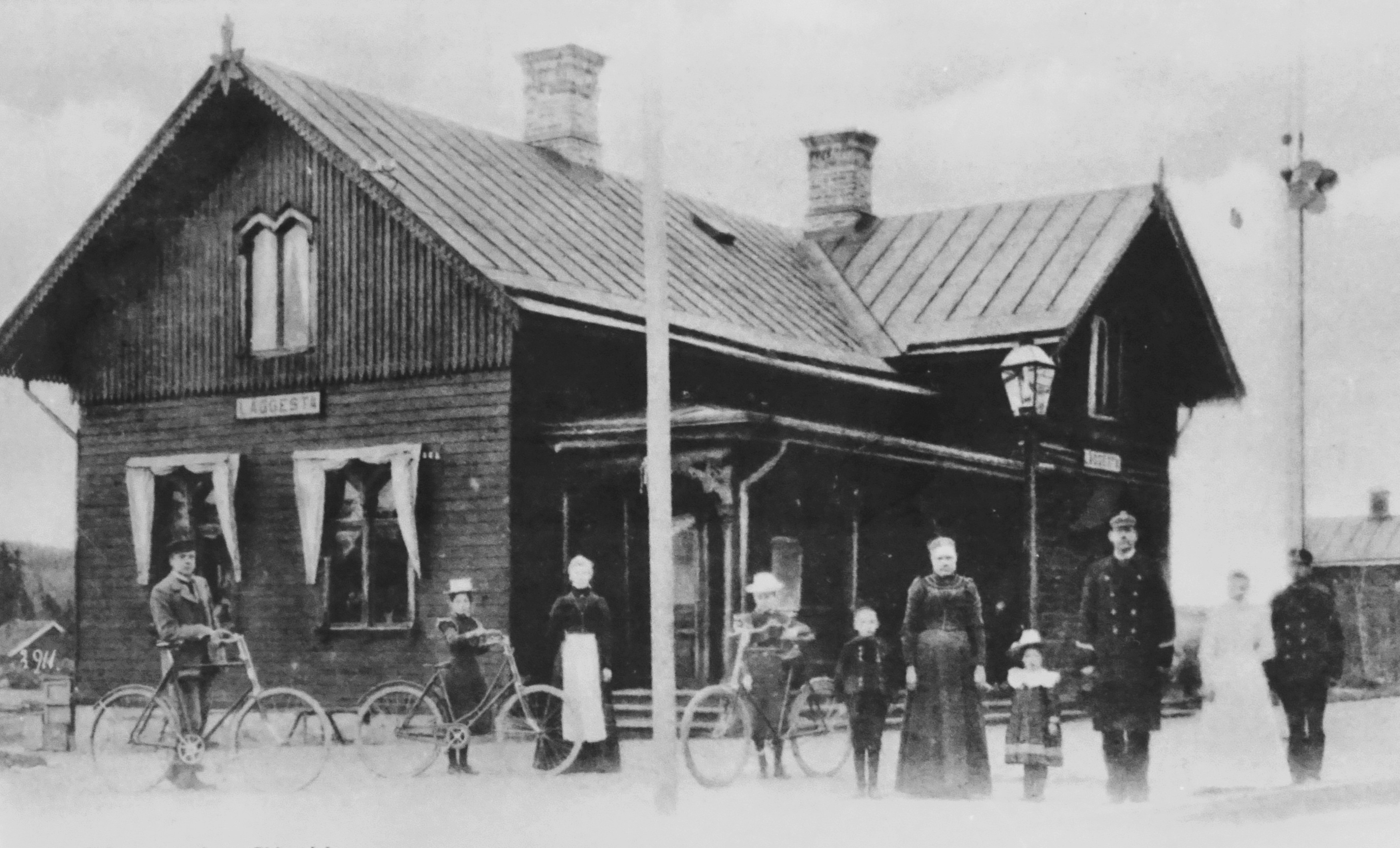
Läggesta station 1895, framför stationen står stinsfamiljen Björk och banvakt.

Norra Sörmlands järnväg med stationshuset i Läggesta (nuvarande Läggesta Nedre station) invigdes den 30 september 1895 av kung Oscar II. Stationshuset är ett trähus med en våning och utbyggd vind. Stilen påminner om tidens sommarhus med rikt utsmyckade fasader och lövsågerier och motsvarade standarden för Norra Sörmlands järnvägs mindre stationshus. 
På äldre fotografier framgår att fasaden i höjd med bottenvåningen var klädd med spån (idag liggpanel). Under många år var fasaderna målade i gul kulör. Efter senaste renovering 2016 genom Östra Södermanlands Järnväg visar sig stationsbyggnaden i ny färgsättning: ockra med rödbrun målad övervåning, veranda och fönsteromfattningar.
I bottenvåningen ligger väntsalen, biljettförsäljningen och järnvägsexpeditionen. Interiören är av museibanan stiltrogen restaurerad och inredd. På vindsvåningen hade ursprungligen stationsinspektoren sin tjänstebostad. På ett fotografi från omkring 1895 syns stationens första stationsinspektor Björk med sin familj.

## Nedläggning och museitrafik
På bibanan mellan Mariefred och Läggesta tog 1929 en dieselmotorvagn över trafiken, som upprätthölls i SJ:s regi till 1964. Efter ett riksdagsbeslut 25 november 1965 överläts SJ;s anläggningar mellan Läggesta och Mariefred till Museiföreningen Östra Södermanlands Järnväg. I januari 1994 upphörde persontrafiken på Norra Södermanlands Järnväg som ersattes sedan av Svealandsbanan. Den fick ny sträckning med ett nytt stationshus i Läggesta och invigdes 1997. Fram till dess var Läggesta Nedre museibanans slutstation. Men 1999 förlängdes museibanan österut till Taxinge-Näsby station, först på normalspår och efter ombyggnad 2008–2011 på smalspår som invigdes den 28 maj 2011 av kung Carl XVI Gustaf.
Läggesta Nedre är numera en säckstation där tågen vänder för att fortsätta mot Mariefred respektive Taxinge. Stationen har tre spår. På stationsområdet finns även ett ursprungligt förrådshus och ett nybyggt lokstall. Läggesta trafikeras vissa dagar under perioden maj till september. Flest avgångar är det i juli och början av augusti.

## Bilder, exteriör

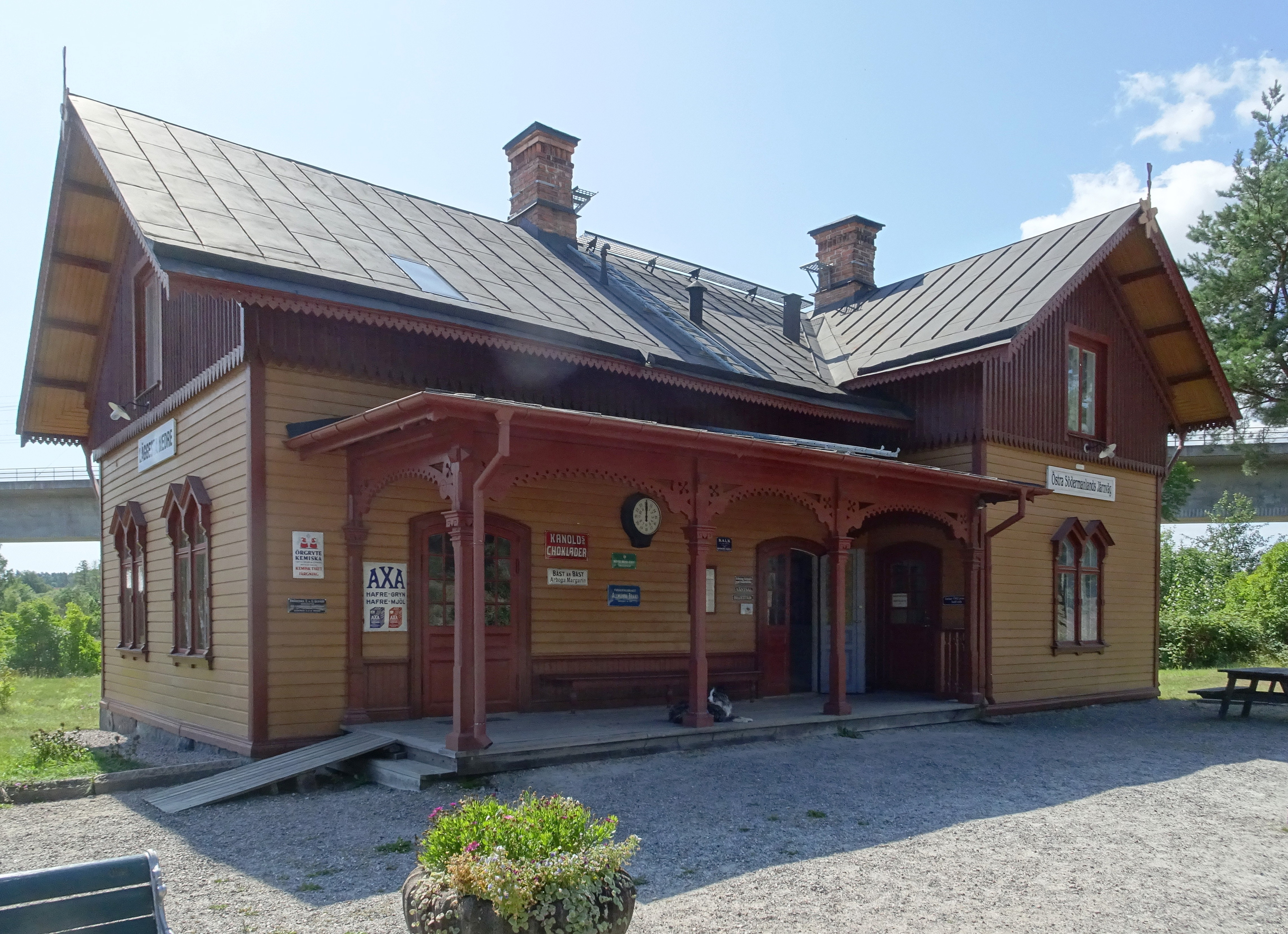
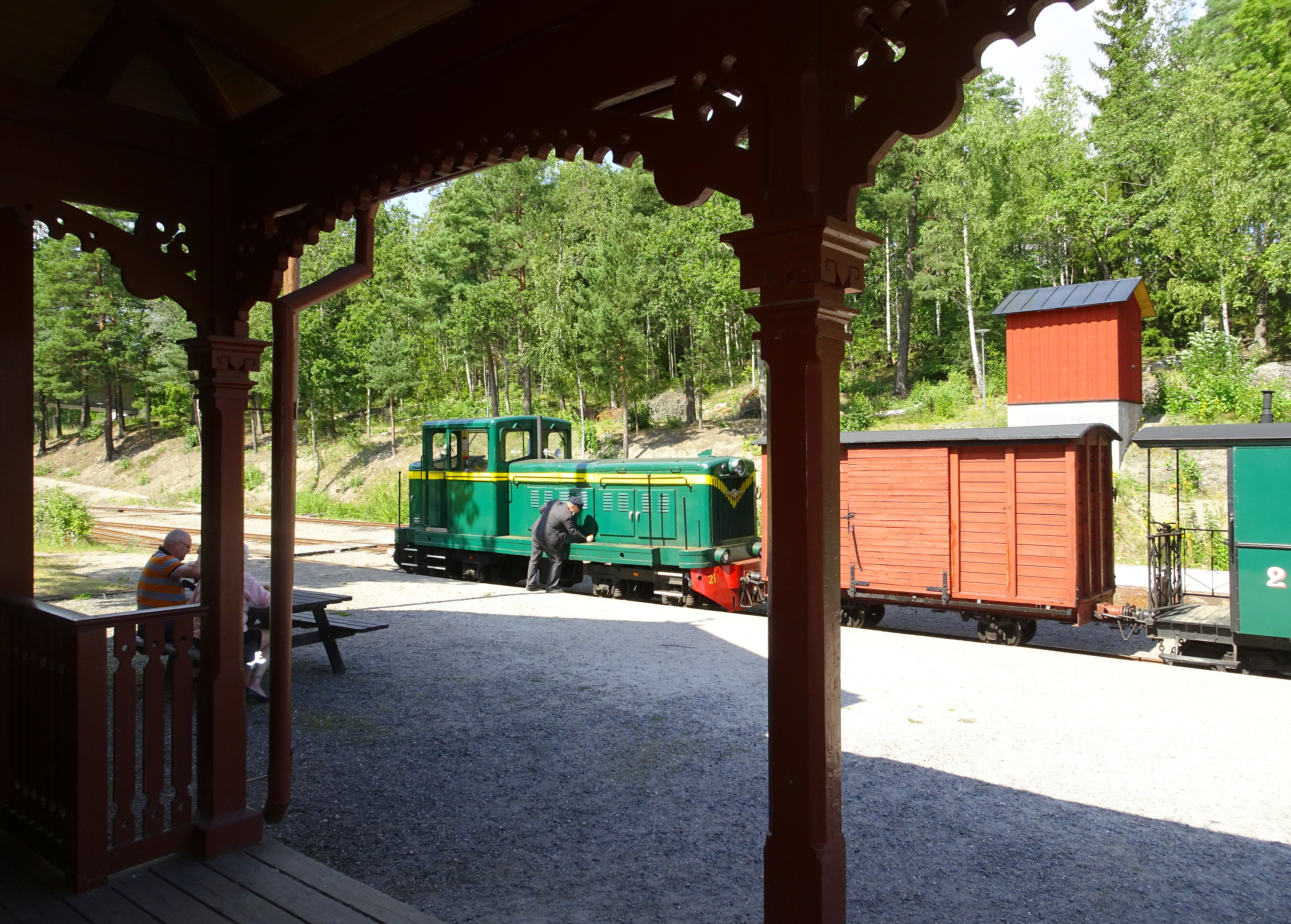
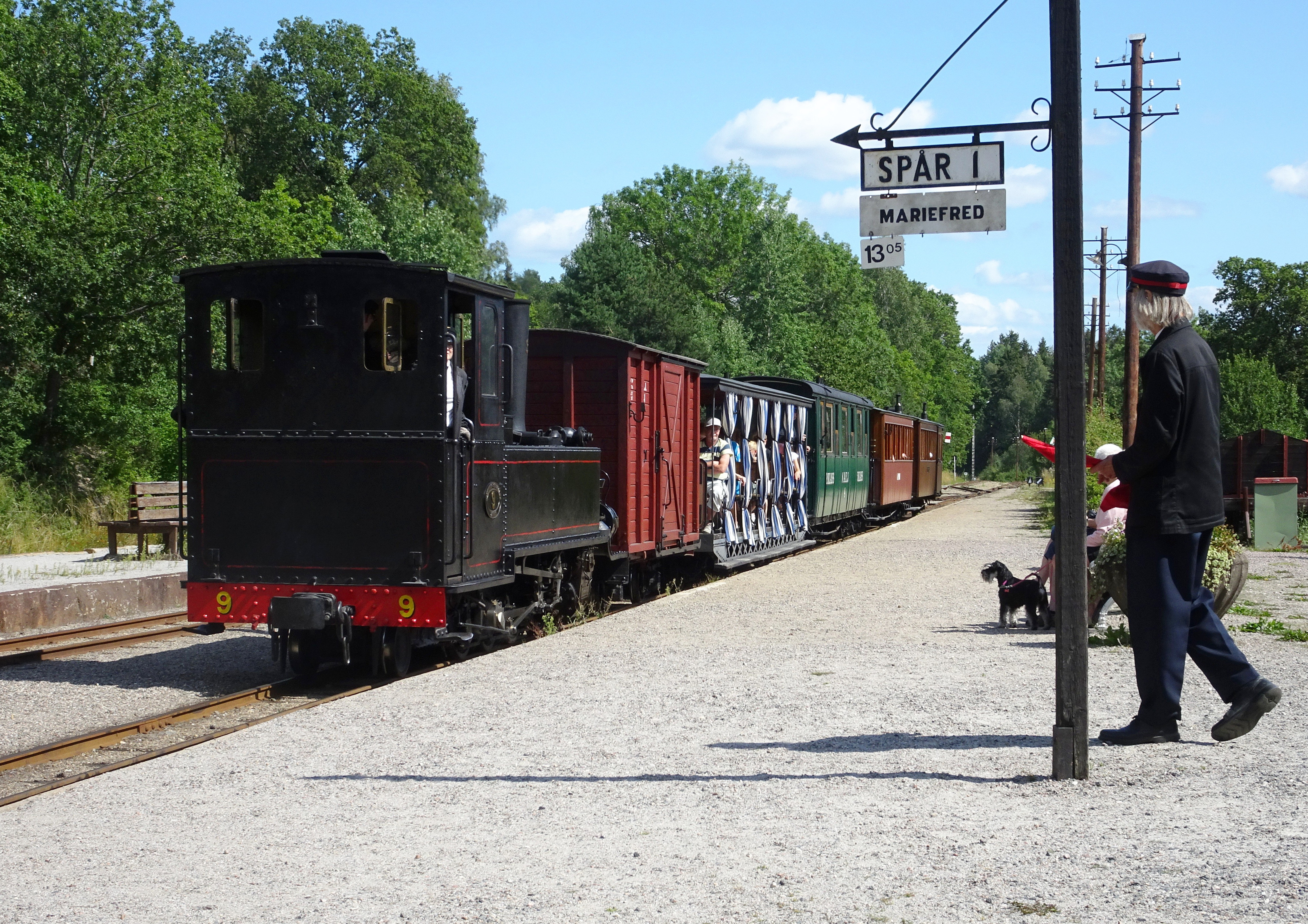
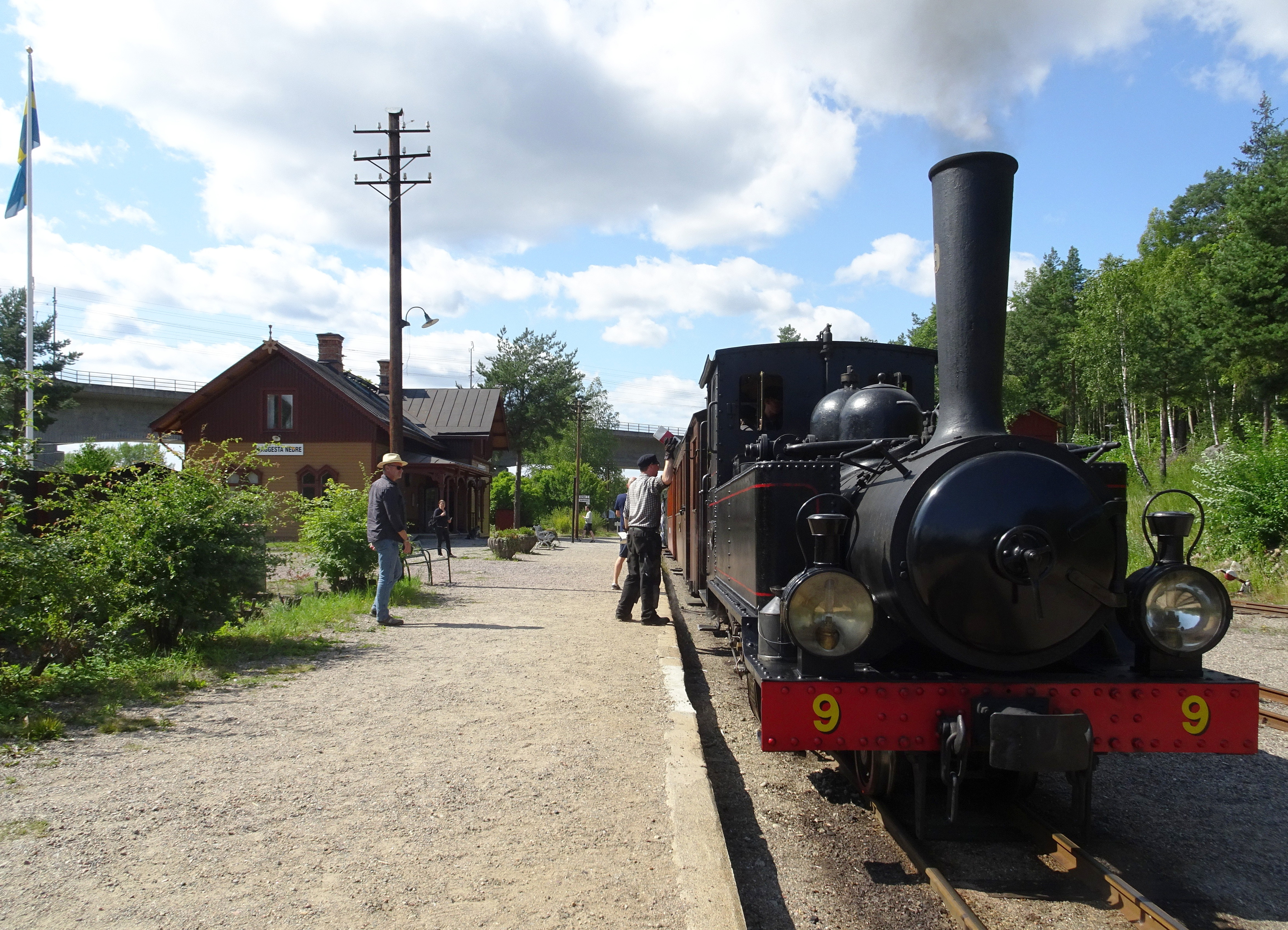
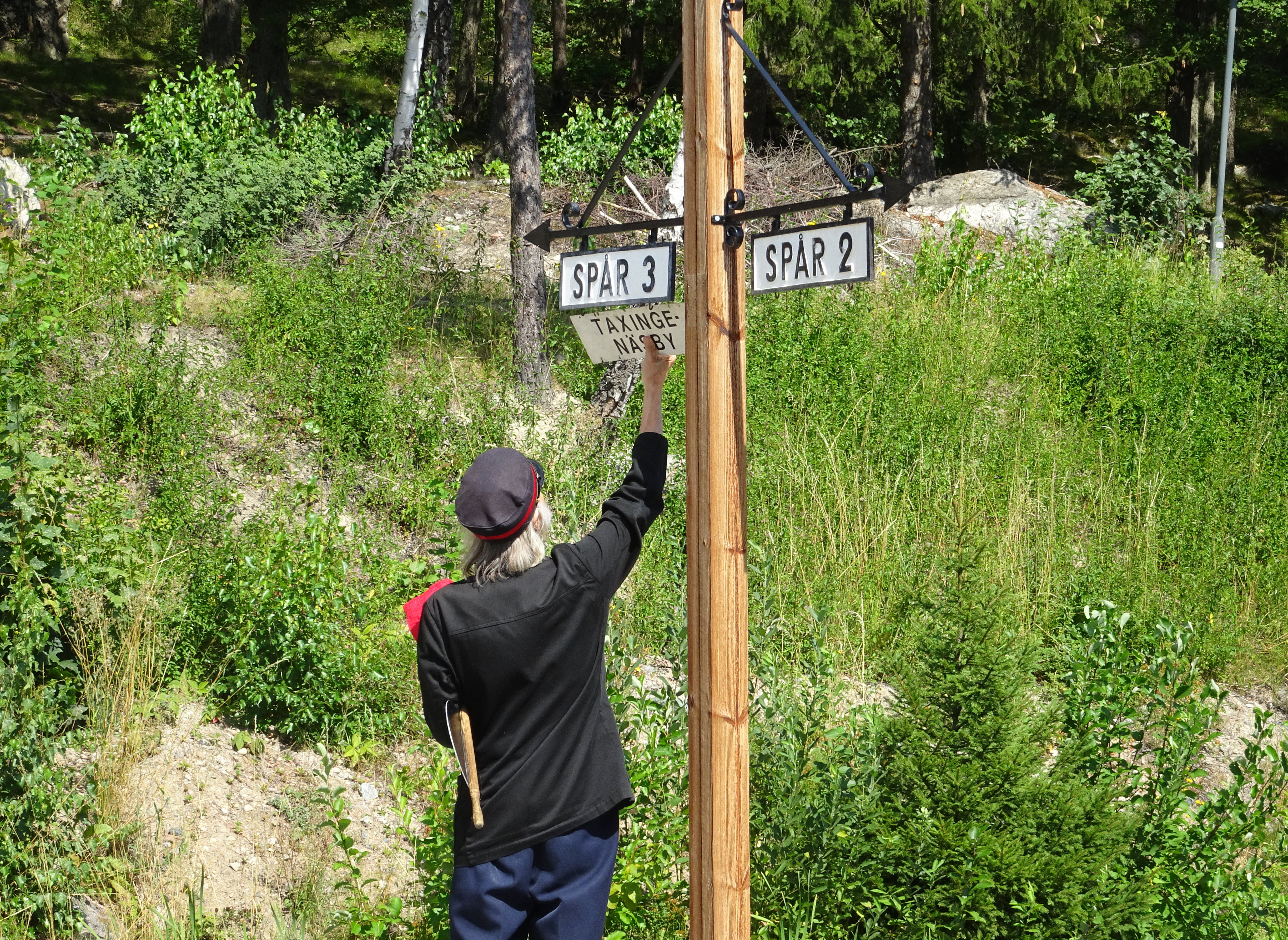

## Bilder, interiör

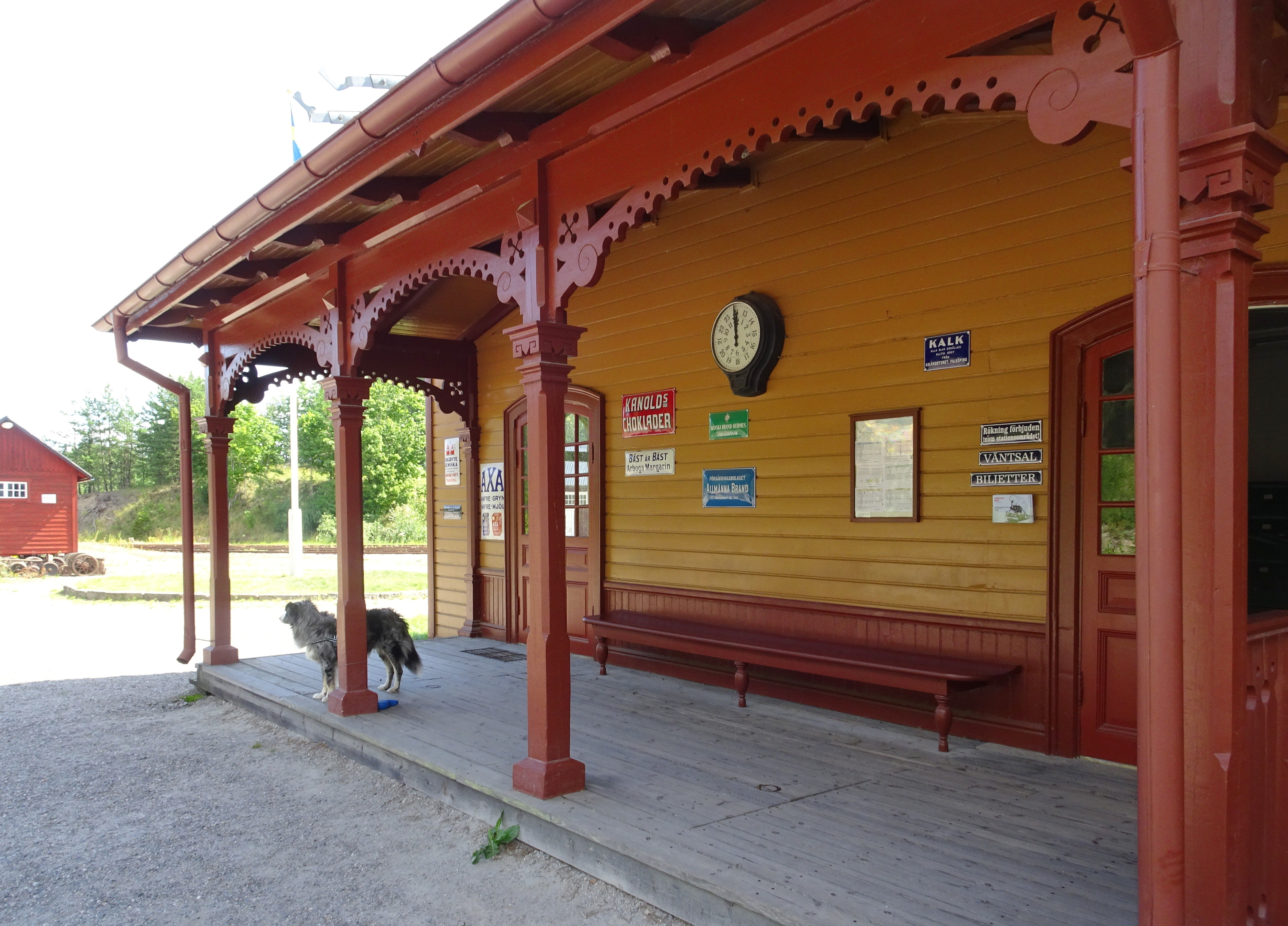
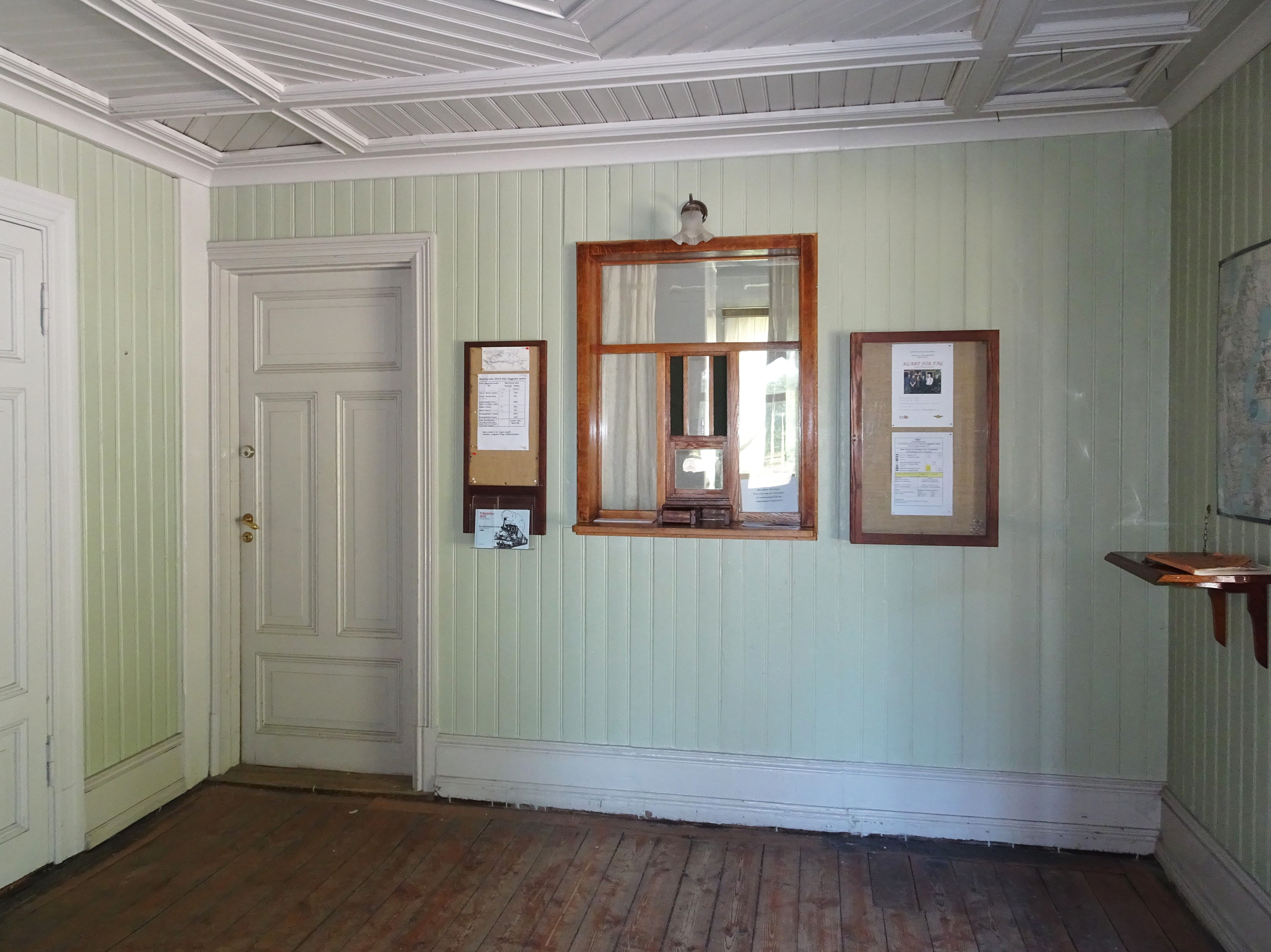
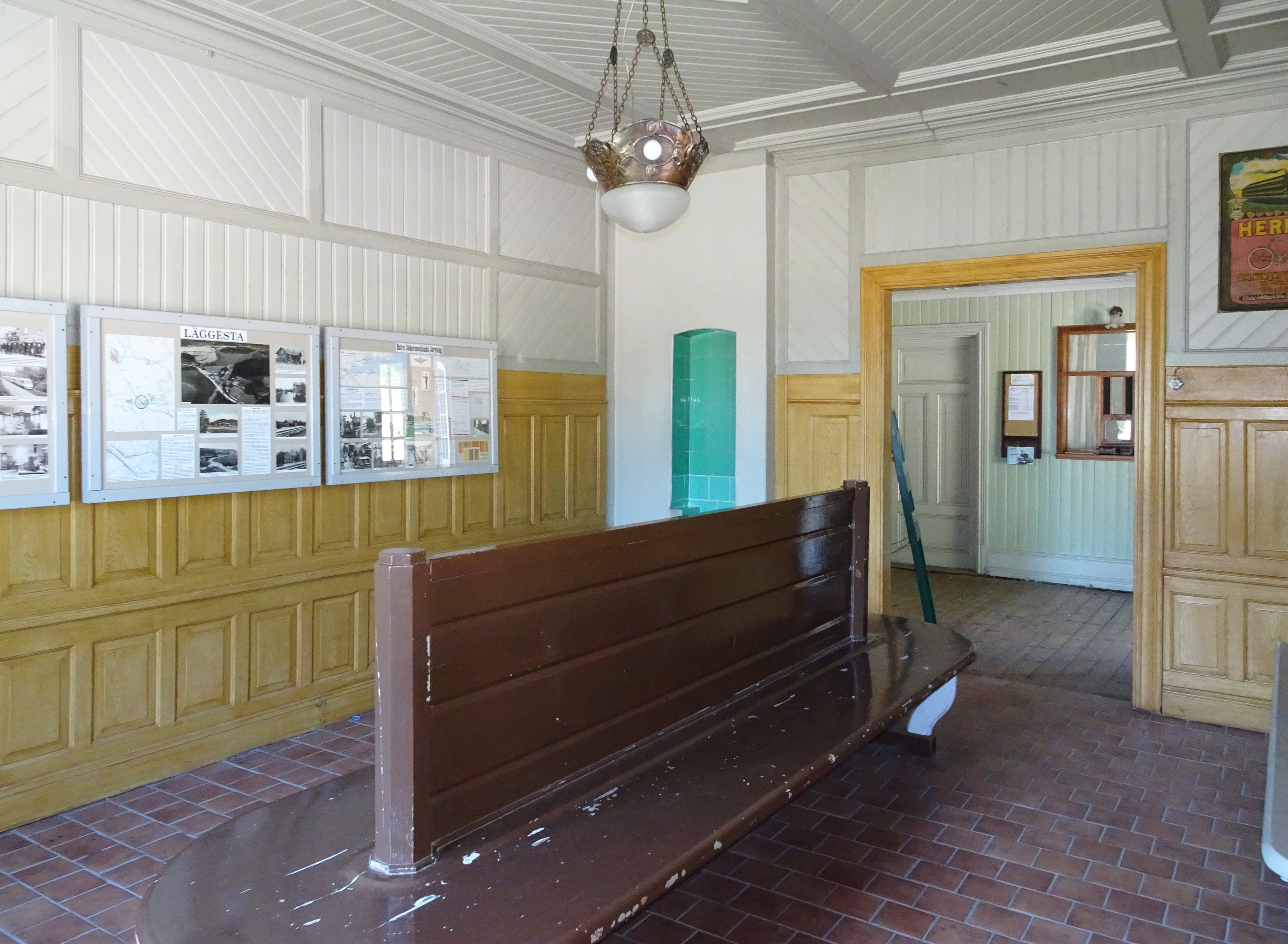
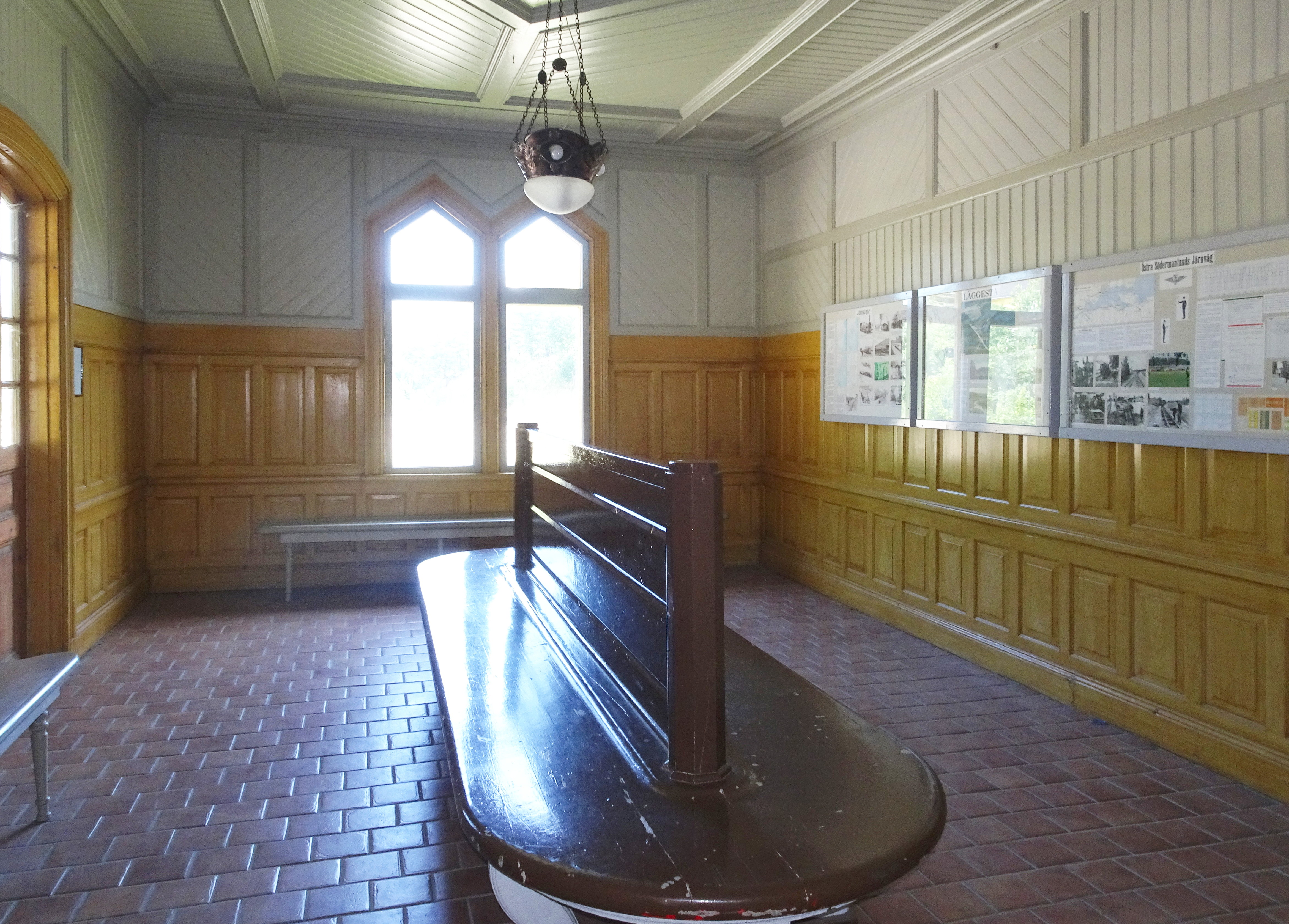
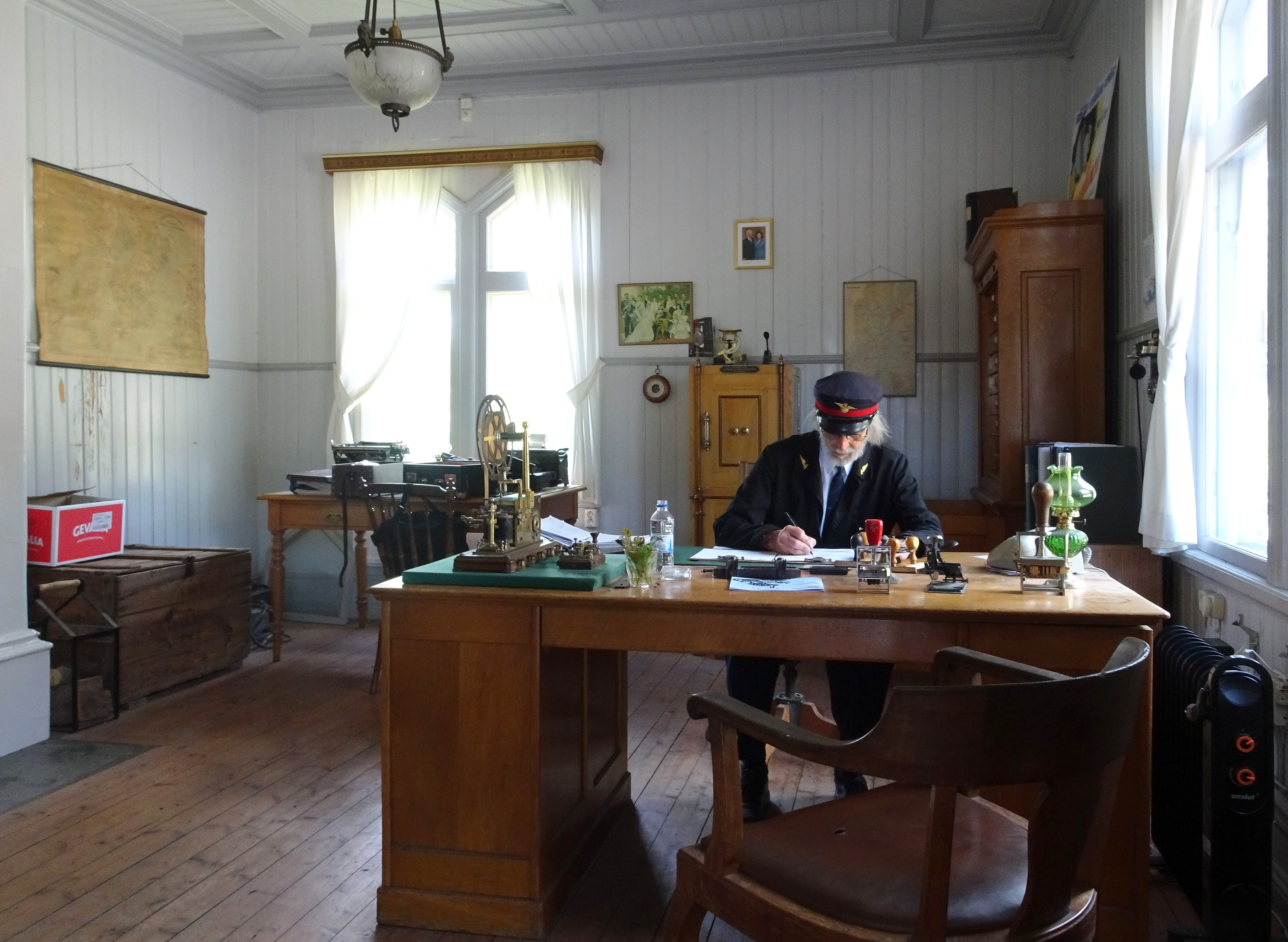